# Canal de l'Obaga de Cavallers
La Canal de l'Obaga de Cavallers és un barranc que discorre del tot dins del terme municipal de la Vall de Boí, a la comarca de l'Alta Ribagorça, i dins el Parc Nacional d'Aigüestortes i Estany de Sant Maurici.
Situat entre el Barranc de la Punta Alta al nord i la Canal Fonda al sud, té el naixement a uns 2.660 metres, a l'oest del Pic de Comalesbienes. El seu curs discorre cap a l'oest, fins a trobar l'Embassament de Cavallers on desemboca a 1.783 metres d'altitud, en el seu quart meridional.